# الأمير كمال الدين حسين

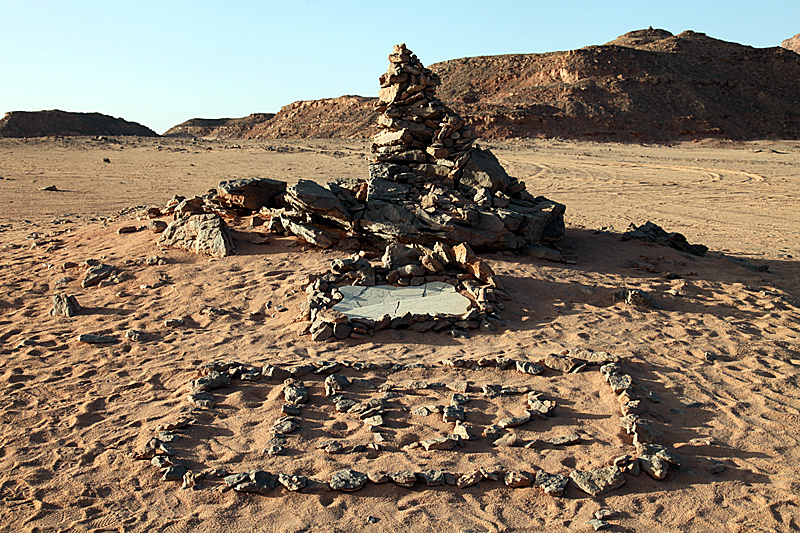
النصب الصخري للأمير كمال الدين حسين عند سفح هضبة الجلف الكبير

الأمير كمال الدين حسين هو ابن السلطان حسين كامل والأميرة عين الحياة ابنة الأمير أحمد رفعت باشا، وأشقائه هم الأمير أحمد كاظم والأميرة كاظمة والأميرة كاملة .
وقد ظل الأمير كمال الدين حسين يلقب بصاحب السمو حتى سنة 1922م، فقد أُعلن استقلال مصر في تلك السنة واتخذ السلطان فؤاد لقب ملك مصر فصدر قانون ملكي يمنح لقب «صاحب السمو السلطاني» لأنجال السلطان حسين فأصبح الأمير كمال الدين حسين يلقب بصاحب السمو السلطاني .
وتزوج الأمير كمال الدين حسين من الأميرة نعمت الله توفيق ابنة الخديوي توفيق، ولم يرزق منها بأطفال، ولكنها كانت متزوجة قبلاً من النبيل عادل طوسن ورزقت منه بإبن أسمته جميل طوسن، ومما يذكر أن الأميرة نعمت الله هي الكريمة الثانية للخديوي توفيق لذلك لم يضفِ زواجها الأول أو الثاني ألقاب لأنها تدعى أميرة قبل ذلك .

## اهتمامات الأمير كمال الدين حسين
اهتم كثيراً بالرحلات عبر الصحراء والسفر إلى بلدان شتى في العالم، وجمع التحف الشرقية ولم يمضِ من وقته في القصر الكثير ولم يهتم بأمور الدولة .
ثم اتجه الأمير إلى الطرق الصوفية الدينية الألبانية ودعمهم دعما كبير، وكان قصره مقر للقاءات بينهم، وبعد فترة هجر الحياة العامة وأصبح بلا طموحات، وتخلى عن العرش قبل ساعات من وفاة والده لعمه وعم زوجته، على أمل أن يكون هذا شيء يقرّبهم من بعض أكثر .

## الأمير كمال الدين حسين وتنازله عن العرش
أشارت مجلة المصور في عددها رقم 393 الصادر في 22 إبريل 1932 م، لم تذكر المجلة سبب تنازل الأمير يوسف كمال عن لقبه، ولكنها أشارت إلى مواقفه الوطنية مثل رئاسته لاحتفال بذكرى 13 نوفمبر عام 1920، لا أعلم ماذا حدث في هذا اليوم خاصة أن العدد صادر عام 1932 والحدث الذي كان في عام 1935 أنه اندلعت المظاهرات ضد الإنجليز وضد إسماعيل صدقي بعد إلغائه لدستور 1923، عموما يذكر للأمير يوسف كمال إنشاؤه لمدرسة (كلية الآن) الفنون الجميلة ورئاسته لجمعية محبي الفنون الجميلة وتبرعه للمتاحف بالتحف التي يمتلكها وقيامه بوضع أطلس لأفريقيا وطباعته على نفقته بالخارج، كما أنه كان محب (للحظ كانوا يسمون الفن حظ) فكان يدعو سامي الشوا عازف الكمان ومحمد عبد الوهاب لإحياء السهرات في سراية المطرية .

## السبب الحقيقي لتنازل الأمير كمال الدين حسين عن العرش
الدكتور أشرف صبري استشاري طب الأعماق والعلاج بالأوكسجين والباحث في تاريخ مصر في الحرب العالمية الأولى يفاجئنا باكتشاف وثائقي يفسّر سر تنازل الأمير كمال الدين حسين ولي عهد مصر وابن السلطان حسين كامل عن عرش مصر منذ ما يقرب من 95 عاما والذي ثبت أن وراءه أسباباً رومانسية ومشاعر صادقة وقصة حب حقيقية لسيدة فرنسية تدعي (مدام فيال ديمنييه) .
تبدأ القصة عام 1917 حين تولّى السلطان فؤاد الأول ابن الخديوي إسماعيل عرش مصر والذي عرض عليه في ذلك الحين أن يكون ملك (ألبانيا) لكنه رفض أن يكون ملكا في أوروبا وفضّل أن يرأس ديوان المراسم في مصر في عهد السلطان حسين كامل، بينما كان ولي عهد مصر في ذلك الحين هو الأمير كمال الدين حسين ابن السلطان حسين كامل الذي ولد عام 1874 وتوفي عام 1932 ، والمدهش أن ولي العهد رفض عرش مصر ولا أحد يعرف السبب وظل السبب سرا لمدة 15 عاما، إلى أن دخل الأمير كمال الدين حسين مستشفى (الأنجلو أمريكان) بالقاهرة، وكان في حالة صحية متدهورة وأصر الأطباء على بتر إحدى قدميه حيث كان مصابا بجلطة خطيرة في قدمه، ولكن الأمير طلب تأجيل العملية إلى حين يكتب وصيته التي أوصى فيها بقصره لزوجته (نعمة الله)، وبعد إجراء العملية وقبل أن يتماثل للشفاء أصرَّ على السفر إلى فرنسا رغم رفض الأطباء وسافر ضاربا بكل النصائح الطبية عرض الحائط، وتوفي هناك في 6 أغسطس 1932 بعد حوالي 4 شهور من إجراء العملية .
وبعد وفاته بدأ يتكشف سر تنازله عن العرش، حين أرسلت سيدة فرنسية تدعي (فيال ديمنييه)، تلغرافا إلى الملك فؤاد تخبره أنها زوجة كمال الدين حسين وأنجبت منه ابناً وتبحث عن ميراثها هي وابنها، وكان الملك فؤاد قد ورث مليون جنيه عن الأمير كمال الدين حسين، حيث لم ينجب كمال الدين حسين من زوجته الأولى (نعمة الله)، وكانت أصغر بنات الخديوي توفيق والتي توفيت عام 1955 ، كما جاء المحامي الفرنسي موكلا عن الزوجة الفرنسية مدام (فيال ديمنييه)، وطلب مقابلة السلطان فؤاد وأخبره بزواج الأمير كمال الدين حسين من حبيبته الفرنسية مدام (فيال ديمنييه) في 5 مايو 1924 ، وأنها تعتبر الوريثة الوحيدة له بعد أن أنجبت منه ابنا .
ورفض الملك فؤاد الاعتراف بالزواج، وأخبر المحامي الفرنسي أنه لا يعترف إلا بالزواج الذي يقره مجلس البلاط الملكي وأي زواج سري لا قيمة له .
ولكن المحامي الفرنسي لم يستسلم لما قاله السلطان فؤاد، وقرر اللجوء للمحاكم المختلطة بالإسكندرية ليطالب بميراث زوجة كمال الدين حسين التي تزوجها في فرنسا، وكانت المفاجأة حين تقدم المحامي بالخطابات الغرامية التي أرسلها ولي العهد المصري حينذاك إلى حبيبته الفرنسية، والتي يؤكد فيها أنه تنازل عن العرش من أجل أن يعيش عبدا لها، وكان الخطاب الأول في 3 أبريل عام 1915 وكتب لها : (أيتها الحلم ما أتعسني بعيدا عنك .. القصر الذي أعيش فيه أشد وحشة من كوخ صغير ..، المجد الذي حولي هو ذل وهوان بدونك .. إنني أكره كل شيء حولي لأنني لا أحب سواك، إن والدي السلطان حسين كامل عرض علي اليوم أن أكون ولي عهده .. أي سخافة هذه، إن معنى ذلك أن أفتقدك ولا أستطيع أن ألقاك كما أشاء وأين أشاء ..، وحين قلت له (لا)، ذهل ولم يفهم لأنه لا أحد في الدنيا يمكن أن يتخيل أن حبك عندي هو حلمي الوحيد في الحياة، حتى إنني بين ذراعيك أنسى أنني أمير وأشعر أنني عبد، أريد أن تنتهي الأزمة بيني وبين أبي لأحضر إليك، إن قيام الحرب لا يمنعني أن أترك مصر وأحضر إليك خصيصا لأعانقك) .
ويضيف الدكتور أشرف صبري الباحث في الفترة التاريخية الخاصة بالحرب العالمية الأولي، إن ما عرض كان ترجمة لنص الخطاب الأول الذي أرسله الأمير كمال الدين حسين وكتبه باللغة الفرنسية إلى حبيبته، وتوالت خطاباته الغرامية لها بعد ذلك والتي فسرت سر تنازله عن العرش وتهديده لوالده بالانتحار وإطلاق الرصاص على نفسه، وسر سفره المفاجئ إلى فرنسا عقب الحرب العالمية الأولى، ولكن لا أعرف الحكم الذي توصلت له المحاكم المختلطة في ذلك الوقت فيما يتعلق بميراث (مدام فيال ديمنييه) الزوجة الفرنسية لكمال الدين حسين، ولا توجد أي معلومات عن ابنه الذي ربما يكون مازال حيا يرزق في فرنسا .

## وفاة الأمير كمال الدين حسين
أما الرجل الذي كان يفترض أن يكون ملك فقد توفي في تولوز في فرنسا عن عمر يناهز 58 عاما، بسبب مضاعفات بتر ساقه، وكانت رغبة الأمير كمال الدين الوحيدة أن يدفن في قبو بنيت خصيصا له في تلال المقطم بالقرب من سكن الدراويش ولم يترك أي وصية فيما يتعلق بمصير قصره .
وقصر الأمير كمال الدين حسين هو حاليا مبنى وزارة الخارجية القديمة في ميدان التحرير بالقاهرة، هذا وقد عاشت الأميرة نعمت الله حياة زهد وتقشف أثناء إقامتها في القصر ويرجع ذلك لاهتماماتها الصوفية وحياة التأمل والزهد حيث قررت الانتقال لمبنى صغير مجاور للقصر وأهدت قصرها إلى وزارة الخارجية المصرية في عام 1930 ليكون مقراً رسمياً جديداً لها حيث انتقلت من مبناها القديم في قصر البستان في شارع البستان بوسط القاهرة .